# Делаје тип 58
Делаје тип 58 (фр. Delahaye Type 58) аутомобил произведен између 1911. до 1914. године од стране француског произвођача аутомобила Делаје.
Аутомобил је покретао четвороцилиндрични мотор са воденим хлађењем, запремине 3969 cm³ (пречник х ход = 95 × 140 мм), са ОХВ вентилима (2 по цилиндру, укупно 8), постављен напред и са погоном на задње точкове.
Мотор испоручује своју снагу до точкова преко ручног мењача са 4 брзине.
Производио се са каросеријама фетон, лимузина, родстер и кабриолет. Сходно облику каросерије имао је двоја до четворо врата са простором за две до пет особа и различитим међуосовинским растојањем и дужином возила.
Гуме и напред и позади биле су димензија 895 x 135".